# IQlib
IQlib — закрытая электронно-библиотечная система1, содержащая электронные тексты учебников, учебных пособий, монографий, научной периодики, научных, просветительских и иных изданий, которые можно охарактеризовать как «интеллектуальную литературу». Ресурс включает в себя также разнообразные пользовательские сервисы, позволяющие осуществлять полноценную работу с библиотечными фондами.
Ресурс ориентирован на обширную пользовательскую аудиторию. Это школьники и студенты, преподаватели учебных заведений, сотрудники научных учреждений, технические специалисты и просто те, кто хочет расширить свой кругозор и углубить знания. Электронно-библиотечная система IQlib может использоваться в процессе учебной и профессиональной подготовки кадров, для индивидуального развития, для организации публичных лекционных курсов и т. д.
Данная ЭБС полностью соответствует критериям ФГОС ВПО, которые определены приказом Минобрнауки РФ от 3 сентября 2009 года № 588, а также новейшим критериям Минобрнауки России от 5 мая 2011 года.
В данной электронно-библиотечной системе представлены как актуальные издания, так и редкие, имеющие большую содержательную ценность. На сайте можно найти для себя электронные учебники, монографии, научную периодику, а также книги научной, научно-популярной, технической и просветительской тематики, соответствующие направлениям современного высшего и среднего профессионального образования.
Несмотря на все достоинства, для всех, кроме учащихся ВУЗов, заключивших соответствующие контракты, система является закрытой и платной, нарушает связность сети Интернет, её деятельность идет вразрез с наметившейся положительной тенденцией к открытости знаний.
Посетители ресурса предупреждены о недопустимости несанкционированного использования материалов, размещенных в Интернет-библиотеке. Любые подобные действия блокируются программными средствами, а лица, нарушающие Пользовательское соглашение, могут быть привлечены к ответственности в соответствии с законами РФ. Ведутся разработки нового инструментария, реализуется личный кабинет пользователя и автора, где пользователь сможет управлять своим личным счетом, инструментами и фондами, необходимыми ему для работы, а правообладатель сможет отслеживать статистику обращений к его изданиям и роялти по ним.

## Поисковая система
Разрыв между прогрессирующими информационными технологиями и практикой традиционных библиотек обострил проблему эффективности поиска необходимых источников. Решая задачу повышения эффективности поиска, разработчики ресурса создали систему, позволяющую использовать несколько видов поиска по различным наборам параметров. Одновременно сохранена возможность традиционного библиотечного поиска в соответствии со стандартными классификаторами ББК и УДК.

## Социальная и культурная значимость проекта
Уникальность проекта IQlib определяется тем, что он не ограничивается виртуальной сетью, но активно работает в направлении связывания образовательного пространства.
На начало апреля 2008 г. IQlib установил прямые партнерские отношения с 26 учебными заведениями, в том числе с 19 московскими институтами и университетами — ведущими по тем или иным направлениям высшего образования и занимающимися издательской деятельностью.
Налажены контакты с 400 специализированными библиотеками.
IQlib напрямую сотрудничает и с профильными издательствами, научными институтами и аналитическими центрами. Среди партнеров проекта такие организации, как: РГБ (Российская государственная библиотека), ГПНТБ (Государственная публичная научно-техническая библиотека) фонд «Общественное мнение», «Институт экономических стратегий», издательства «Юнити-Дана», «Логос», «Европа» и др.
Стратегия прямого партнерства IQlib с вузами, научными институтами, аналитическими центрами, библиотеками и издательствами позволяет оперативно знакомить пользователей с актуальными новинками, малотиражными изданиями и авторскими разработками научных коллективов вузов, которые практически недоступны массовому читателю.

## Технологическое обеспечение проекта
Проект располагает аппаратной базой, необходимой для его функционирования, и мощностями по переводу печатных текстов в цифровые форматы. Методология, а также программный, технологический и сервисный комплексы прошли тестовые испытания и успешно функционируют.
С точки зрения используемых технологий и программного обеспечения проект IQlib инвариантен относительно форм представления и содержания контента, что позволяет создавать на его базе аналогичные клон-ресурсы, ориентированные на ту или иную целевую аудиторию. Правила и условия доступа к ним будет определять их непосредственный оператор/владелец, например, тот или иной вуз или профильная библиотека.

## История создания
Ресурс открыт для доступа в сети Интернет с 10 декабря 2007 года.
С 1 ноября 2010 года, доступ к ЭБС осуществляется на основе абонентской платы.
Ежемесячно ресурс наполняется современными, актуальными изданиями, а также достаточно редкими, фундаментальными научными трудами.
IQlib — один из первых российских онлайн-ресурсов, который формирует электронную библиотеку на основе прямых договоров с авторами и правообладателями в соответствии с действующим законодательством в области авторских и смежных прав.

## Дополнительные сведения
Федеральное агентство по печати и массовым коммуникациям
УПРАВЛЕНИЕ ПЕРИОДИЧЕСКОЙ ПЕЧАТИ, КНИГОИЗДАНИЯ И ПОЛИГРАФИИ
Книжный рынок России (Состояние, тенденции и перспективы развития)
ОТРАСЛЕВОЙ ДОКЛАД
ISBN 978-5-904427-10-8
3.3. Электронные библиотеки и электронно-библиотечные системы в России
На сегодняшний день крупнейшими в России ЭБС, по общему мнению экспертов[каких?],
являются:
— «IQlib» (www.iqlib.ru);
— «КнигаФонд» (www.knigafund.ru);
— «Университетская библиотека онлайн» (www.biblioclub.ru).
Никакого правового регулирования работы
электронных библиотек и ЭБС в Российской Федерации не существует. Электронные
библиотеки действуют на основании общероссийского законодательства: IV части
Гражданского кодекса РФ и закона «О библиотечном деле». Правовой статус
электронной книги сейчас приравнен по существу к бумажному носителю.

## Свидетельства
Свидетельство о государственной регистрации базы данных № 2010620632 выдано 26 октября 2010 года Федеральной службой по интеллектуальной собственности, патентам и товарным знакам.
Свидетельство о регистрации средства массой информации. Эл № ФС77-42229 от 4 октября 2010 года. Федеральной службой по надзору в сфере связи, информационных технологий и массовых коммуникаций (Роскомнадзор)
Свидетельство на товарный знак № 386358.
Зарегистрирован в Государственном реестре товарных знаков и знаков обслуживания Российской Федерации 10 августа 2009 года.
Выдан Федеральной службой по интеллектуальной собственности, патентам и товарным знакам.